# Parainocellia burmana
Parainocellia burmana är en halssländeart som först beskrevs av U. Aspöck och H. Aspöck 1968.  Parainocellia burmana ingår i släktet Parainocellia och familjen reliktsländor. Inga underarter finns listade i Catalogue of Life.